# Attaque de l'école primaire de Chenpeng
L'attaque de l'école primaire de Chenpeng est survenue le 14 décembre 2012 entre 7 et 8 h heure locale, blessant 24 personnes, dont 23 enfants et une dame âgée, poignardés par un villageois identifié sous le nom de Min Yongjun (chinois : 闵拥军), dans une école primaire du village de Chenpeng, Wenshu, Xian de Guangshan, province de Henan, en Chine,. Les enfants pris pour cible par l'assaillant seraient âgés de sept à onze ans et l'attaque est survenue lorsqu'ils rentraient en classe.

## Faits
L'attaque s'est produite à l'entrée de l’école. Min cible d'abord une dame âgée de 85 ans, Xiang Jiaying, qui vivait à proximité de l'école. Il s'est dirigé vers sa maison à 7 h, volant un couteau de cuisine et l'utilisant ainsi comme arme blanche pour la poignarder. La fille de cette dernière témoigne qu'il y aurait eu un quiproquo entre ces deux personnes. À environ 7h 40 du matin, Min pourchasse les enfants et poignarde un bon nombre d'entre eux à la tête. Xinhua rapporte que les enfants ont eu des doigts tranchés et des oreilles coupées.
Min a été appréhendé par la police à l'école primaire. Les victimes, quant à elles, ont été transférées dans trois hôpitaux différents. Certains des enfants ont été envoyés en soins intensifs dans des hôpitaux localisés en dehors du xian. Aucune des victimes n'a été mortellement touchée.

## Profil du suspect
Le suspect se nommerait Min Yongjun (chinois : 闵应军) ; cependant, les rapports identifient le suspect comme étant Min Yongjun (chinois : 闵拥军) qui vivrait dans le même village qu'un certain Min Yingjun. Il aurait des antécédents épileptiques et paraitrait influencé par la prophétie Maya de 2012.

## Réactions
Cette attaque survenue en Chine a été indirectement liée par les médias avec celle survenue dans un village aux États-Unis. Dans le Connecticut, un jeune homme âgé de 20 ans tue 27 personnes par-balle durant la tuerie de l'école primaire Sandy Hook avant de se suicider. Plus d'une vingtaine de ces victimes étaient des enfants,. Peut-être par similitude, le terme "tuerie" est parfois utilisé pour désigner l'attaque de Chenpeng, ce qui est une utilisation abusive du mot, puisqu'aucun décès n'est à déplorer dans l'attaque.